# Koeleria micrathera
Koeleria micrathera är en gräsart som först beskrevs av Nicaise Auguste Desvaux, och fick sitt nu gällande namn av August Heinrich Rudolf Grisebach. Koeleria micrathera ingår i släktet tofsäxingar, och familjen gräs. Inga underarter finns listade i Catalogue of Life.